# James Abercromby
James Abercromby o Abercrombie (1706-1781) fue un general escocés que participó en la Guerra Franco-india. Su principal actuación en la guerra fue en la Batalla de Carillon, un gran fracaso británico.

## Biografía
Nació en Escocia en una familia adinerada. Entró en el ejército en 1742 y fue ascendido a coronel en 1746. Adquirió el rango de general en 1756. Abercromby lideró una brigada en Louisbourg en 1757 y se convirtió en comandante en jefe de las tropas británicas en Norteamérica.
En 1758 lideró una expedición contra Fort Carillon. Abercromby era un gran logístico que consiguió unir y hacer marchar a más de 16.000 hombres con víveres y cañones a través de bosques. Sin embargo le faltaba liderazgo a la hora de dirigir a sus tropas en la batalla, por lo que sus tropas lo apodaron Mrs. Nanny Cromby (Señorita niñera Cromby en inglés). El 8 de julio, intentando atacar Fort Carillon sufrió más de 2.000 bajas entre muertos y heridos en una batalla contra 3.000 franceses e indígenas. El gran error de Abercromby fue intentar usar un ataque frontal al estilo de los usados en Europa en un territorio en el que se había demostrado que era difícil o inútil. Se tuvo que retirar a Lake George.
Tras este desastre fue reemplazado por Jeffrey Amherst y fue llamado a volver a Inglaterra en 1759. En Gran Bretaña se convirtió en miembro del Parlamento y fue uno de los principales impulsores de la política agresiva contra las colonias americanas.